# 브레머하펜 역사박물관

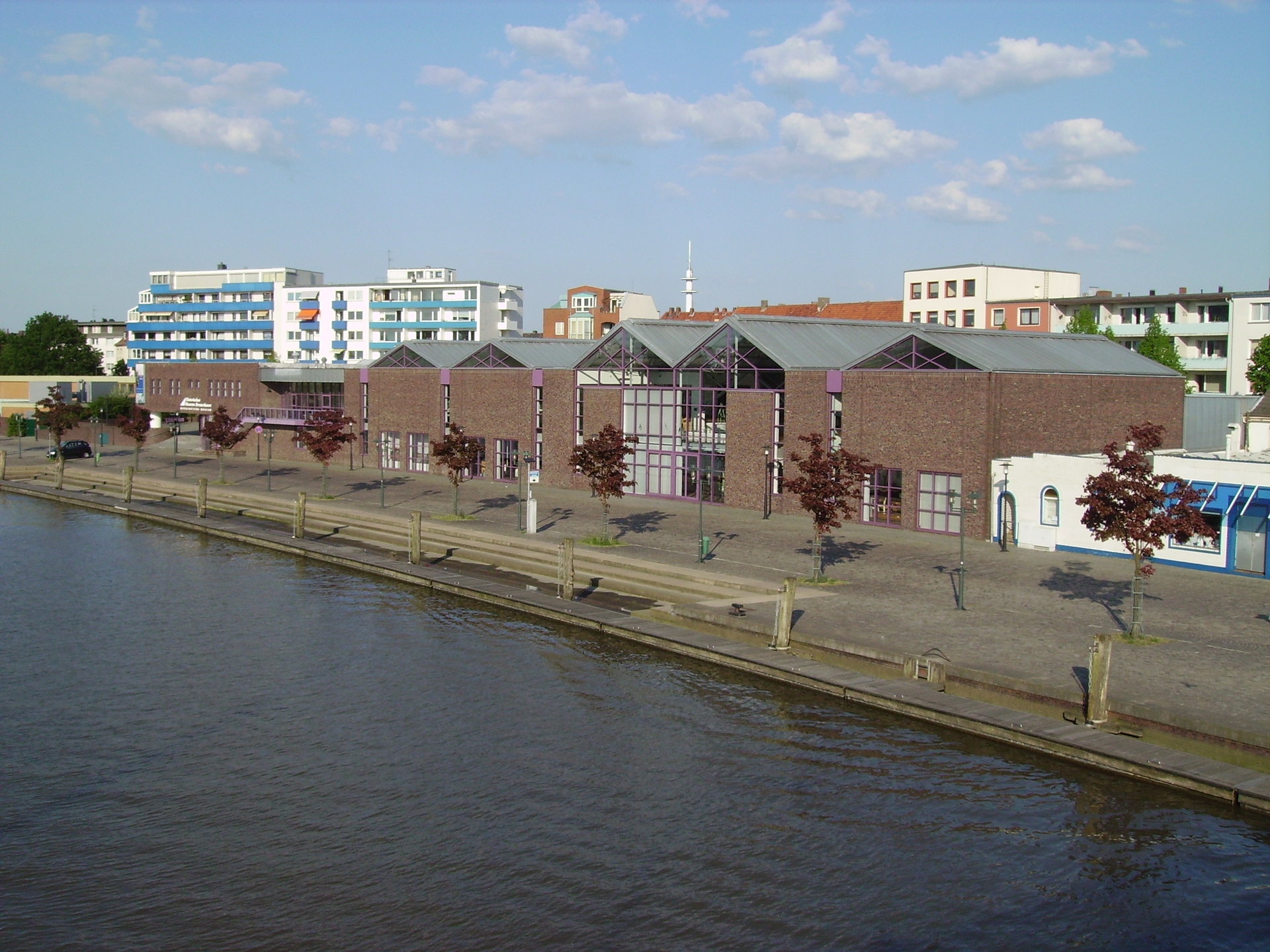
브레머하펜 역사 박물관

브레머하펜 역사 박물관(Historisches Museum Bremerhaven)은 독일 브레머하펜에 위치한 역사 박물관이다. 예전의 이름은 모르겐슈테언 박물관(Morgenstern-Museum 아침별 박물관)이었다.